# David Kenyon Webster
Pour les articles homonymes, voir Webster.
David Kenyon Webster (2 juin 1922 à New York - 9 septembre 1961 au large de Santa Monica) est un journaliste et auteur américain. Vétéran de la Seconde Guerre mondiale, il est surtout connu pour sa participation aux combats en Europe avec la Easy Company au sein de la 101e Division aéroportée.

## Biographie

### Avant-guerre
David Kenyon Webster naît à New York le 2 juin 1922 dans une famille d'ascendance anglaise et écossaise. Il passe sa scolarité secondaire à la Taft School de Watertown dans le Connecticut avant d'intégrer l'université Harvard où il étudie la littérature anglaise.

### Seconde Guerre mondiale
En 1942, David Webster abandonne ses études pour s'engager dans l'armée. Il est envoyé au Camp Toccoa en Géorgie où il est affecté à la Easy Company du 506e Régiment d'infanterie parachutée (506th PIR). Après la formation de base à Toccoa et la spécialisation parachutiste à Fort Benning, il suit son régiment, intégré à la 101e Division aéroportée, en Angleterre où l'unité se prépare pendant une année pour l'opération Overlord. Dans la nuit du 5 au 6 juin 1944, il est parachuté au-dessus de la Normandie. Se retrouvant seul dans les marais, il parvient à rejoindre d'autres hommes de la division puis son unité regroupée à proximité de Sainte-Marie-du-Mont. Il demande alors à être transféré à la Easy Company et participe à la bataille de Normandie dans les rangs de celle-ci.
Le 17 septembre 1944, il saute sur les Pays-Bas dans le cadre de l'opération Market Garden. Après avoir participé à la libération de Eindhoven et à de violents combats à Nuenen, il est blessé aux jambes le 5 octobre lorsque sa compagnie, sous les ordres du capitaine Dick Winters, attaque un carrefour gardé par une unité allemande supérieure en nombre,. Renvoyé en Angleterre pour y être soigné, il ne participe pas à la bataille des Ardennes et rejoint la Easy Company après celle-ci alors que l'unité est en poste à Haguenau. Il est alors choqué de trouver une compagnie décimée et harassée par les combats précédents et se heurte au mépris de certains qui, malgré sa présence depuis Toccoa et sa participation au débarquement de Normandie, le considère comme un nouveau du fait qu'il n'a pas participé au siège de Bastogne,. Cependant avec le temps, Webster regagne la sympathie de ses camarades. Pendant le reste de la guerre, David Webster qui parle l'allemand est avec Joseph Liebgott l'un des interprètes du 506th PIR. Suivant le régiment qui fait son entrée en Allemagne, il progresse jusqu'en Bavière où il assiste à la libération du camp de concentration de Landsberg am Lech ce qui le choque profondément et fait naître en lui un fort ressentiment contre les allemands,. Il est ensuite stationné à Berchtesgaden où les hommes apprennent la capitulation de l'armée allemande le 8 mai 1945, puis en Autriche où le 506th PIR se prépare à un redéploiement sur le front Pacifique. Mais la capitulation du Japon en août met un terme définitif à la guerre et Webster peut rentrer aux États-Unis.

### Après-guerre
De retour en Amérique, il reprend ses études à Harvard puis, celles-ci terminées, s'installe en Californie où il se marie et a trois enfants. Il devient journaliste au The Wall Street Journal et au Los Angeles Daily News. Parallèlement il se passionne pour la voile et étudie l'océanographie et la vie sous-marine. Il écrit de nombreux articles dans les journaux qui l'emploient et commence l'écriture d'un livre sur les requins. Il s'occupe aussi de relations publiques avec les sociétés North American Aviation, System Development Corporation et Pacific Park. Le 9 septembre 1961, lors d'une sortie en mer au large de Santa Monica, David Webster tombe à l'eau,. Son corps n'a jamais été retrouvé.

## Décorations
|                                                     |                         |  |
|                                                     | Bronze oak leaf cluster |  |
| Arrowhead · Bronze star · Bronze star · Bronze star |                         |  |
|                                                     |                         |  |
| Bronze oak leaf cluster                             |                         |  |

| Combat Infantryman Badge                                                                       |                                                                                                |                                        |                                        |                          |                          |
| Bronze Star                                                                                    | Bronze Star                                                                                    | Purple Heart Avec une feuille de chêne | Purple Heart Avec une feuille de chêne | Good Conduct Medal       | Good Conduct Medal       |
| European-African-Middle Eastern Campaign Medal Avec une pointe de flèche et trois Service star | European-African-Middle Eastern Campaign Medal Avec une pointe de flèche et trois Service star | World War II Victory Medal             | World War II Victory Medal             | Army of Occupation Medal | Army of Occupation Medal |
| Parachutist Badge Avec deux étoiles                                                            |                                                                                                |                                        |                                        |                          |                          |
| Presidential Unit Citation Avec une feuille de chêne                                           |                                                                                                |                                        |                                        |                          |                          |

## Hommages
- David Kenyon Webster est représenté dans la série Band of Brothers où il est interprété par Eion Bailey. L'épisode 8 de la série est centré sur son personnage lorsqu'il retrouve la Easy Company à Haguenau à son retour de convalescence.
- Malgré sa provenance d'une famille aisée et son statut d'universitaire qui auraient pu lui permettre de devenir officier, David Webster avait souhaité s'engager comme simple soldat et a refusé plusieurs promotions pendant la guerre. Il se définissait comme un intellectuel, observateur et chroniqueur des combats qu'il voulait vivre et retranscrire au plus près sans les filtres de la propagande. Cependant, de son vivant, David Webster n'a pas publié d'ouvrage important concernant son expérience, se contentant de quelques articles dans des magazines tels que le Saturday Evening Post. Alors qu'il prépare l'écriture du livre dont sera tirée la série télévisée, Stephen Ambrose découvre le journal de guerre de Webster et le publie avec l'autorisation de sa veuve.
- La Taft School (en) dont il fut l'élève décerne chaque année en son honneur un prix d'excellence en écriture, le David Kenyon Webster Prize[5].

## Publications
- (en) Myth And Maneater : The Story Of The Shark, W.W. Norton and Peter Davies, 1962, 223 p. (ISBN 978-0-207-12265-1).
- « The night before D-Day », Saga Magazine, no 1,‎ octobre 1959.
- « They Ride the Wild Waves », Saturday Evening Post,‎ 14 juin 1958.
- « We Drank Hitler's Champagne », Saturday Evening Post,‎ 3 mai 1952.